# Grand marché de Niamey
Le Grand marché de Niamey est le plus grand marché et centre commercial de Niamey, la capitale du Niger.

## Localisation
Ce marché est situé au centre de la ville dans le quartier du Grand Marché, au sud-est du quartier gouvernemental et d'affaires du Plateau. Il est construit dans une zone coloniale qui divise les parties « européennes » et « africaines » de la ville, au sud-ouest du Stade Général Seyni Kountché et de la Grande mosquée. Le boulevard de l'Indépendance longe le marché à l'ouest.

## Infrastructure
Une structure pour le marché est construite en 1950 est connue localement sous le nom de Habou-Béné. Un feu détruit le marché le 30 mars 1982 et le marché rouvre le 5 janvier 1983, avec une reconstruction qui a couté 5 milliards de Francs CFA. Le marché héberge alors 4000 magasins qui vont du simple étal ou table aux 1863 structures permanentes composées d'étals métalliques ou de boutiques modernes dans deux immeubles.
En mai 2009 un autre feu détruit une partie du marché brûlant environ 1 500 étals. Il semble que le feu a démarré dans la zone réservé aux étals de nourritures, probablement à cause d'un court-circuit.
Le marché est géré par un organisme gouvernemental, la SOCOGEM (Société de construction et de gestion des marchés).

## Économie
Le Grand Marché de Niamey est la plus grande zone commerciale du Niger, des biens du pays entier ou importés y sont vendus en gros ou au détail. Le marché et en particulier sa zone de commerce artisanale est une attraction touristique importante drainant environ 20 000 touristes par an.